# Afrikaspiele 2023/Beachvolleyball
Bei den Afrikaspielen 2023 in der ghanaischen Hauptstadt Accra fanden vom 10. bis 14. März 2024 im Beachvolleyball insgesamt zwei Wettbewerbe statt, davon je einer bei den Männern und bei den Frauen. Austragungsort war der Laboma Beach.

## Bilanz

### Medaillenspiegel
| Platz  | Land      | Gold | Silber | Bronze | Gesamt |
| ------ | --------- | ---- | ------ | ------ | ------ |
| 1      | Ägypten   | 1    | —      | —      | 1      |
| 1      | Marokko   | 1    | —      | —      | 1      |
| 3      | Mosambik  | —    | 1      | —      | 1      |
| 3      | Südafrika | —    | 1      | —      | 1      |
| 5      | Botswana  | —    | —      | 1      | 1      |
| 5      | Nigeria   | —    | —      | 1      | 1      |
| Gesamt | Gesamt    | 2    | 2      | 2      | 6      |

### Medaillengewinner
| Disziplin | Gold                                   | Silber                               | Bronze                       |
| --------- | -------------------------------------- | ------------------------------------ | ---------------------------- |
| Männer    | Mohamed Abicha Soufiane El Gharouti    | Danilo von Ludwiger Leo Williams     | Jack Sekao George Chiswaniso |
| Frauen    | Marwa Abdelhady Magdy Doaa el-Ghobashy | Ana Paula Sinaportar Vanessa Muianga | Esther Mbah Pamela Bawa      |